# Мейер, Йоханна
Йоханна Мария Абрахаммина Мейер (дат. Johanne Marie Abrahammine Meyer, урождённая Петерсен (дат. Petersen); 1 июля 1838, Ольборг — 4 февраля 1915, Фредериксберг) — датская суфражистка, пацифистка и редактор журнала. Она была в числе основательниц различных женских обществ, а с 1889 года входила в правление пацифистской организации «Датская ассоциация мира» (дат. Dansk Fredsforening) и стала влиятельным президентом прогрессивной суфражистской организации «Ассоциация женского прогресса» (дат. Kvindelig Fremskridtsforening). С 1888 года Мейер была редактором журнала «Hvad vi vil» («Чего мы хотим»), для которого она написала множество статей.

## Биография
Йоханна Петерсен родилась 1 июля 1838 года в Ольборге в семье работника таможни Лаурица Петерсена (1802—1856) и Софи Фредерикки Лундберг (1799-ок. 1863). В 1858 году она вышла замуж за Эмиля Лаурица Мейера (1833—1917), еврейского купца, принявшего христианство. До 1867 года пара жила в Нюборге, после чего перебралась в Копенгаген, где её муж работал розничным торговцем, получив лицензию, а она управляла небольшой частной школой.
В 1885 году Мейер начала писать статьи об английском пацифизме для политического журнала «Social-Demokraten». После женской забастовки на текстильной фабрике Рубена в 1886 году она стала убежденной социалисткой, выступавшей за равные права женщин и всеобщее избирательное право. В июле 1888 года на Собрании северных женщин (дат. Nordiske Kvindesagsmøde), проходившем в Копенгагене, она активно агитировала за предоставление женщинам права голоса. Собрание было организовано «Ассоциацией женского прогресса» (дат. Kvindelig Fremskridtsforening), где она была президентом с 1889 года, определяя цели организации. Мейер также редактировала журнал «Hvad vi vil», будучи его самым продуктивным автором.
В 1889 году вместе с Луизой Нёрлунд и Линой Луплау она основала «Женскую суфражистскую ассоциацию» (дат. Kvindevalgretsforeningen), целью которой было достижение предоставления избирательных прав женщинам. С начала 1890-х годов Мейер всё больше увлекалась пацифизмом, став вице-президентом датского общества «Ассоциация мира» (дат. Fredsforeningen). В 1911 году она приняла участие в Первом всемирном конгрессе рас в качестве делегата Копенгагенского общества мира. В дальнейшем она становилась всё более религиозной, так она основала Теософское общество Дании.
Йоханна Мейер умерла во Фредериксберге, районе Копенгагена, 4 февраля 1915 года.